# Sinagoga de Lendava
La Sinagoga de Lendava (en esloveno: Sinagoga Lendava) constituye uno de los monumentos judíos más importantes de Eslovenia junto a la Sinagoga de Maribor. La antigua sinagoga, actualmente un museo, se encuentra en la pequeña ciudad de Lendava, cerca de la frontera con Hungría, dominado por un castillo en una colina. Fue construida en el siglo XVIII y hoy cuenta con una exposición permanente sobre la historia de judíos en Lendava. Cerca de la sinagoga había una escuela judía, que funcionó hasta la década de 1920 y que fue demolida al final de la década de 1990 para permitir la construcción de un centro cultural húngaro y un cementerio con 176 tumbas, cerca del pueblo de Vas Dolga, a las afueras de la ciudad.